# Liste des préfets maritimes de Brest

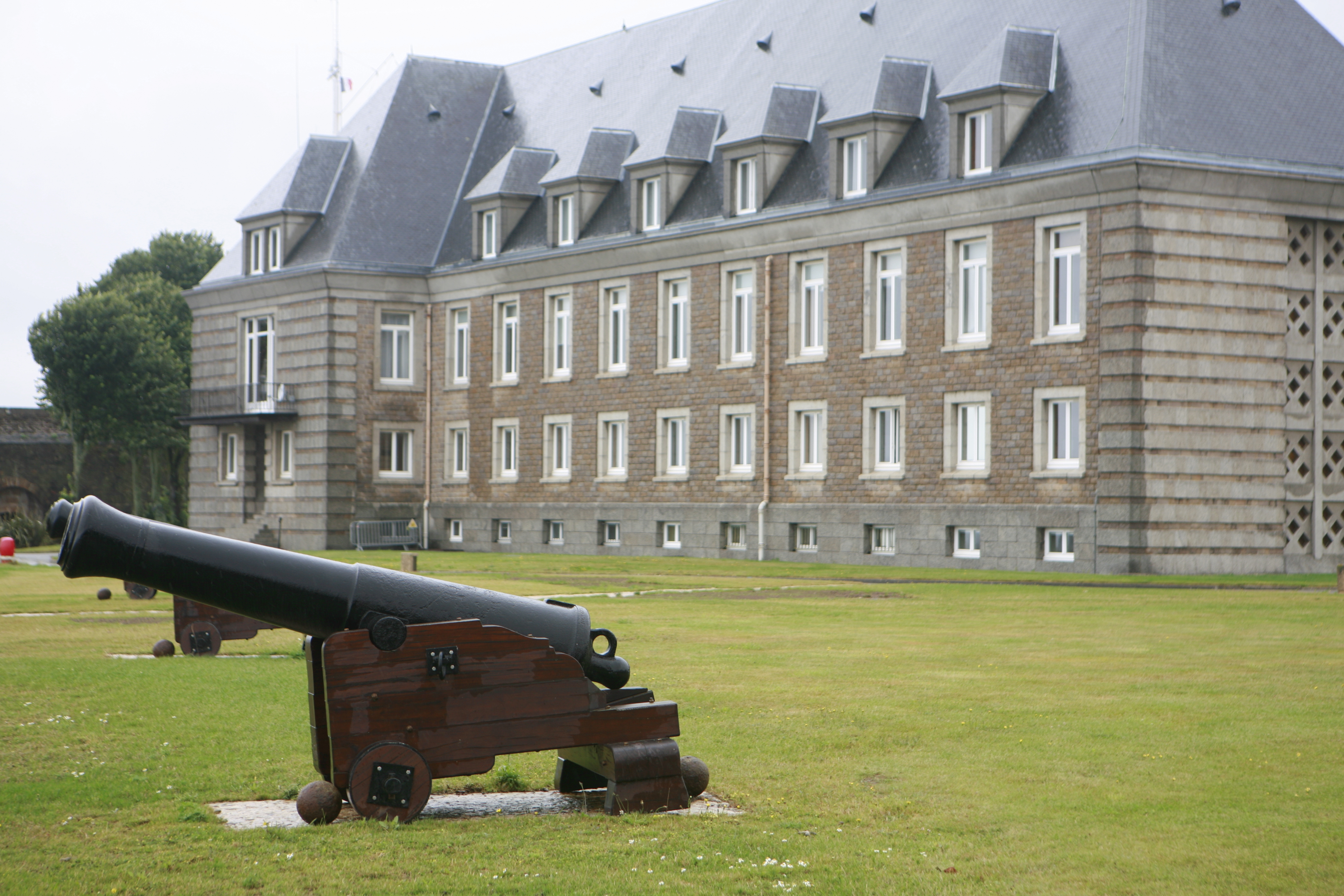
La préfecture maritime de Brest

Liste des préfets maritimes qui se sont succédé en poste à Brest (Finistère).

## 1800-1815
Le poste de préfet maritime a été créé le 7 floréal an VIII (27 avril 1800) par un arrêté des consuls.
| Date d'entrée en fonction | Date de sortie de fonction | Nom                           | Grade en poste    |
| ------------------------- | -------------------------- | ----------------------------- | ----------------- |
| 20 juillet 1800           | octobre 1810               | Louis Marie Joseph Caffarelli | conseiller d'état |
| octobre 1810              | août 1811                  | Alain Joseph Dordelin         | contre-amiral     |
| août 1811                 | 5 janvier 1813             | Louis Léger                   | préfet colonial   |
| 26 février 1813           | décembre 1813              | François Joseph Bouvet        | contre-amiral     |
| juin 1814                 | 1815                       | Charles de Bernard de Marigny | vice-amiral       |
| 10 avril 1815             | 19 juillet 1815            | Julien Marie Cosmao-Kerjulien | contre-amiral     |
| 19 juillet 1815           | 1er janvier 1816           | Laurent Jean François Truguet |                   |

Charles de Bernard de Marigny fut nommé commandant de la Marine au port de Brest et n'était pas préfet maritime en titre.

## 1816-1826
L'ordonnance royale du 29 novembre 1815, décrétée d'application au 1er janvier 1816, fait disparaître la fonction de préfet maritime, au profit d'un retour à un découpage des responsabilités entre militaire et civil. 
La répartition des responsabilités serait désormais réparties entre un commandant de Marine et un intendant de Marine.
| Date d'entrée en fonction | Date de sortie de fonction | Nom                            | Grade en poste |
| ------------------------- | -------------------------- | ------------------------------ | -------------- |
| 1816                      | 1816                       | Laurent Jean François Truguet  |                |
| 31 juillet 1816           | 1826                       | Antoine Louis Comte de Gourdon |                |

| Date d'entrée en fonction | Date de sortie de fonction | Nom                               | Grade en poste |
| ------------------------- | -------------------------- | --------------------------------- | -------------- |
| 16 décembre 1815          | 12 novembre 1817           | Gabriel Mathieu Simond de Moydier |                |
| 12 novembre 1817          | 1826                       | Philippe Aimé Redon de Beaupréau  |                |

## 1827-1900
Par ordonnance royale du 27 décembre 1826, les préfets maritimes furent rétablis à compter du 1er février 1827.
| Date d'entrée en fonction               | Date de sortie de fonction | Nom                                   | Grade en poste |
| --------------------------------------- | -------------------------- | ------------------------------------- | -------------- |
| janvier 1827                            | janvier 1830               | Victor Guy Duperré                    | Vice-amiral    |
| janvier 1830                            | novembre 1830              | Jean Henri Joseph Dupotet             | Vice-amiral    |
| novembre 1830                           | juin 1831                  | Albert Roussin                        | Vice-amiral    |
| octobre 1832                            | 1834                       | Jacques Bergeret                      | Vice-amiral    |
| 1834                                    | 1846                       | Jean-Baptiste Grivel                  | Vice-amiral    |
| 1846                                    | 1852                       | Louis François Jean Leblanc           | Vice-amiral    |
| 1852                                    | 1855                       | François Thomas Tréhouart             | Vice-amiral    |
| 1855                                    | 1858                       | Cyrille Pierre Théodore Laplace       | Vice-amiral    |
| 11 novembre 1858                        | 1er octobre 1861           | Odet-Pellion                          | Vice-amiral    |
| 1861                                    | 1866                       | Louis Henri de Gueydon                | Vice-amiral    |
| 28 mars 1866                            | novembre 1868              | Augustin Dupouy                       | vice-amiral    |
| 21 novembre 1868                        | 17 juin 1871               | Aimé Félix Saint-Elme Reynaud         | Vice-amiral    |
| Janvier 1871                            | 22 juin 1873               | Octave François Charles Didelot       | Vice-amiral    |
| 26 juin 1873                            | 16 mai 1874                | Alphonse Fleuriot de Langle           | Vice-amiral    |
| 12 mai 1874                             | 23 septembre 1877          | Eugène Louis Hugues Méquet            | Vice-amiral    |
| septembre 1877 effectif 23 octobre 1877 | 1er septembre 1879         | Siméon Bourgois                       | Vice-amiral    |
| 20 septembre 1879                       | 4 janvier 1882             | Charles Joseph Jacques Benjamin Bonie | Vice-amiral    |
| 4 janvier 1882                          | 4 février 1882             | Alexandre Peyron                      | Vice-amiral    |
| 15 février 1882                         | 9 octobre 1885             | Louis Charles Georges Jules Lafont    | Vice-amiral    |
| 15 octobre 1885                         | 29 juillet 1888            | Joseph-Marie Duburquois               | Vice-amiral    |
| 3 juillet 1888 effectif 1er août 1888   | 23 janvier 1892            | Émile Zédé                            | Vice-amiral    |
| janvier 1892                            | 1893                       | Charles Édouard de La Jaille          | Vice-amiral    |
| 30 septembre 1893                       | 28 janvier 1895            | Armand Louis Charles Gustave Besnard  | Vice-amiral    |
| 4 mars 1895                             | 1er octobre 1897           | Édouard Barrera                       | Vice-amiral    |
| 1er octobre 1897                        | 1898                       | François Ernest Fournier              | Vice-amiral    |
| 15 octobre 1898                         | 17 janvier 1901            | Édouard Barrera                       | Vice-amiral    |

## XXesiècle
| Date d'entrée en fonction | Date de sortie de fonction | Nom                                     | Grade en poste                    |
| ------------------------- | -------------------------- | --------------------------------------- | --------------------------------- |
| 1901                      | septembre 1901             | Charles de Courthille                   | Vice-amiral                       |
| septembre 1901            | avril 1902                 | Germain Roustan                         | Vice-amiral                       |
| octobre 1903              | mars 1905                  | Charles-Alfred Mallarmé                 | Vice-amiral                       |
| mars 1905                 | novembre 1907              | Théophile Péphau                        | vice-amiral                       |
| novembre 1907             | décembre 1907              | Auguste Boué de Lapeyrère (par intérim) | contre-amiral                     |
| janvier 1908              | juillet 1909               | Auguste Boué de Lapeyrère               | vice-amiral                       |
| août 1909                 | octobre 1911               | Louis de Marolles                       | Vice-amiral                       |
| octobre 1911              | février 1913               | Paul Chocheprat                         | Vice-amiral                       |
| février 1913              | novembre 1913              | Charles Alain Marie Berthelot           | Lieutenant de vaisseau            |
| février 1914              | septembre 1915             | Lucien-Joseph Berryer                   | Vice-amiral                       |
| mars 1917                 | novembre 1917              | Pierre Ange Marie Le Bris               | Vice-amiral                       |
| 27 novembre 1917          | 1919                       | Frédéric Paul Moreau                    | Vice-amiral                       |
| 2 juin 1919               | février 1920               | Henri Salaün                            | Vice-amiral                       |
| janvier 1921              | décembre 1921              | Étienne Aubry                           | vice-amiral                       |
| 15 juillet 1922           | janvier 1923               | Louis Ernest Fatou                      | Vice-amiral                       |
| janvier 1923              | juillet 1923               | Charles-Henri Dumesnil                  | Vice-amiral                       |
| juillet 1923              | novembre 1925              | Marie-Gaston Grout                      | Vice-amiral                       |
| novembre 1928             | juillet 1930               | Louis-Antoine Pirot                     | Vice-amiral                       |
| septembre 1930            | novembre 1932              | Louis-Athanase Dubois                   | Vice-amiral                       |
| août 1932                 | octobre 1935               | Georges Louis Victor Laurent            | Vice-amiral                       |
| 22 octobre 1935           | septembre 1936             | Raoul Castex                            | Vice-amiral                       |
| septembre 1936            | mars 1938                  | Léon-Henri Devin                        | Vice-amiral                       |
| mars 1938                 | juin 1941                  | Marcel Traub                            | Vice-amiral                       |
| 12 aout 1944              | 1945                       | Pierre Marie Louis Lucas                | Contre-amiral                     |
| 19 avril 1945             | 1953                       | André René Marie Robert                 | Vice-amiral                       |
| 8 juin 1953               | 1959                       | François Jourdain                       | Vice-amiral d'escadre             |
| 5 février 1959            | 1961                       | André Jubelin                           | Vice-amiral d'escadre             |
| 20 décembre 1961          | 1965                       | Maurice Amman                           | Vice-amiral d'escadre puis amiral |
| 1er novembre 1965         | 1967                       | André Patou                             | Vice-amiral d'escadre puis amiral |
| 9 octobre 1967            | 1969                       | Charles Edward La Haye                  | Vice-amiral d'escadre puis amiral |
| 4 août 1969               | 1972                       | Henri Rousselot                         | Vice-amiral d'escadre             |
| 1er avril 1972            | 1975                       | Gérard Daille                           | Vice-amiral d'escadre             |
| 1er juillet 1975          | 1977                       | Jean Marie Eugène Le Franc              | Vice-amiral d'escadre             |
| 1 fevrier1977             | 1979                       | Jacques Coulondres                      | Vice-amiral d'escadre             |
| 1er juin 1979             | 1981                       | Paul de Bigault de Cazanove             | Vice-amiral d'escadre             |
| 30 décembre 1981          | 1984                       | Christian Brac de La Perrière           | Vice-amiral d'escadre             |
| 1er mars 1984             | 1987                       | Claude Corbier                          | Vice-amiral d'escadre             |
| 9 juin 1987               | 1990                       | Dominique Le Febvre                     | Vice-amiral d'escadre             |
| 5 septembre 1990          | 1992                       | Régis Merveilleux du Vignaux            | Vice-amiral d'escadre             |
| 28 septembre 1993         | 1995                       | Francois Deramond                       | Vice-amiral d'escadre             |
| 16 mai 1995               | 1998                       | Jean-Yves Le Dantec                     | Vice-amiral d'escadre             |
| 1er juillet 1998          | 2000                       | Yves Naquet-Radiguet                    | Vice Amiral d'Escadre             |

## XXIesiècle
| Date d'entrée en fonction | Date de sortie de fonction | Nom                                        | Grade en poste        |
| ------------------------- | -------------------------- | ------------------------------------------ | --------------------- |
| 29 septembre 2000         | 1er mars 2004              | Jacques Gheerbrant                         | Vice-amiral d'escadre |
| 1er mars 2004             | 5 juillet 2006             | Laurent Mérer                              | Vice-amiral d'escadre |
| 5 juillet 2006            | 1er août 2008              | Xavier Rolin                               | Vice-amiral d'escadre |
| 1er août 2008             | 21 décembre 2011           | Anne-François de Bourdoncle de Saint Salvy | Vice-amiral d'escadre |
| 21 décembre 2011          | 31 août 2014               | Jean-Pierre Labonne                        | Vice-amiral d'escadre |
| 1er septembre 2014        | 4 septembre 2018.          | Emmanuel de Olivera                        | Vice-amiral d'escadre |
| 4 septembre 2018          | 30 août 2020               | Jean-Louis Lozier                          | Vice-amiral d'escadre |
| 31 août 2020              | 29 août 2023               | Olivier Lebas                              | Vice-amiral d'escadre |
| 29 août 2023              |                            | Jean-François Quérat                       | Vice-amiral d'escadre |

## Sources
- Étienne Taillemite, Dictionnaire des marins français, Tallandier 2002.
- Histoire anecdotique de Brest à travers les rues, Louis Delourmel, Librairie ancienne Honoré Champion Paris, 1923.
- Société des membres de la Légion d'Honneur du Finistère Nord
- Espace tradition École navale